# Mónica Proano
Mónica Proano – ekwadorska judoczka.
Brązowa medalistka mistrzostw panamerykańskich w 1980 roku.